# Sodalita
Sodalita (z lat. sodalitas, sodalis) je starobylý název pro sdružení nejčastěji mužských osob za určitým společným cílem. Vyskytuje se v církevním a vzácněji v akademickém prostředí, členové se nazývají sodálové.
V přeneseném smyslu se pojem užívá i v sociální antropologii pro různá sdružení věkových skupin, tajných kultů, slavností nebo závodů v kmenových společnostech. Sodality hrály velkou roli v kultuře amerických indiánů, ale i v Asii a v Africe.

## Historie
Dobrovolná sdružení pro společnou činnost náboženskou, charitativní, vzdělávací apod. jsou známá už ze starověku, charitativní sdružení začala vznikat ve vrcholném středověku a velký rozkvět sodalit nastal v raném novověku, v renesanci a humanismu. Náboženské sodality či zbožná bratrstva zakládali a podporovali zejména jezuité, vyskytují se však i v luterských a anglikánských církvích.